# Ǩ
Ǩ (K z haczkiem) jest literą alfabetu romskiego, używana także w języku lazyjskim. Reprezentuje przydechową spółgłoskę zwartą miękkopodniebienną bezdźwięczną IPA: [kʰ].